# Euplexia flavescens
Euplexia flavescens är en fjärilsart som beskrevs av Barend J. Lempke 1942. Euplexia flavescens ingår i släktet Euplexia och familjen nattflyn. Inga underarter finns listade i Catalogue of Life.